# Opéra bouffe

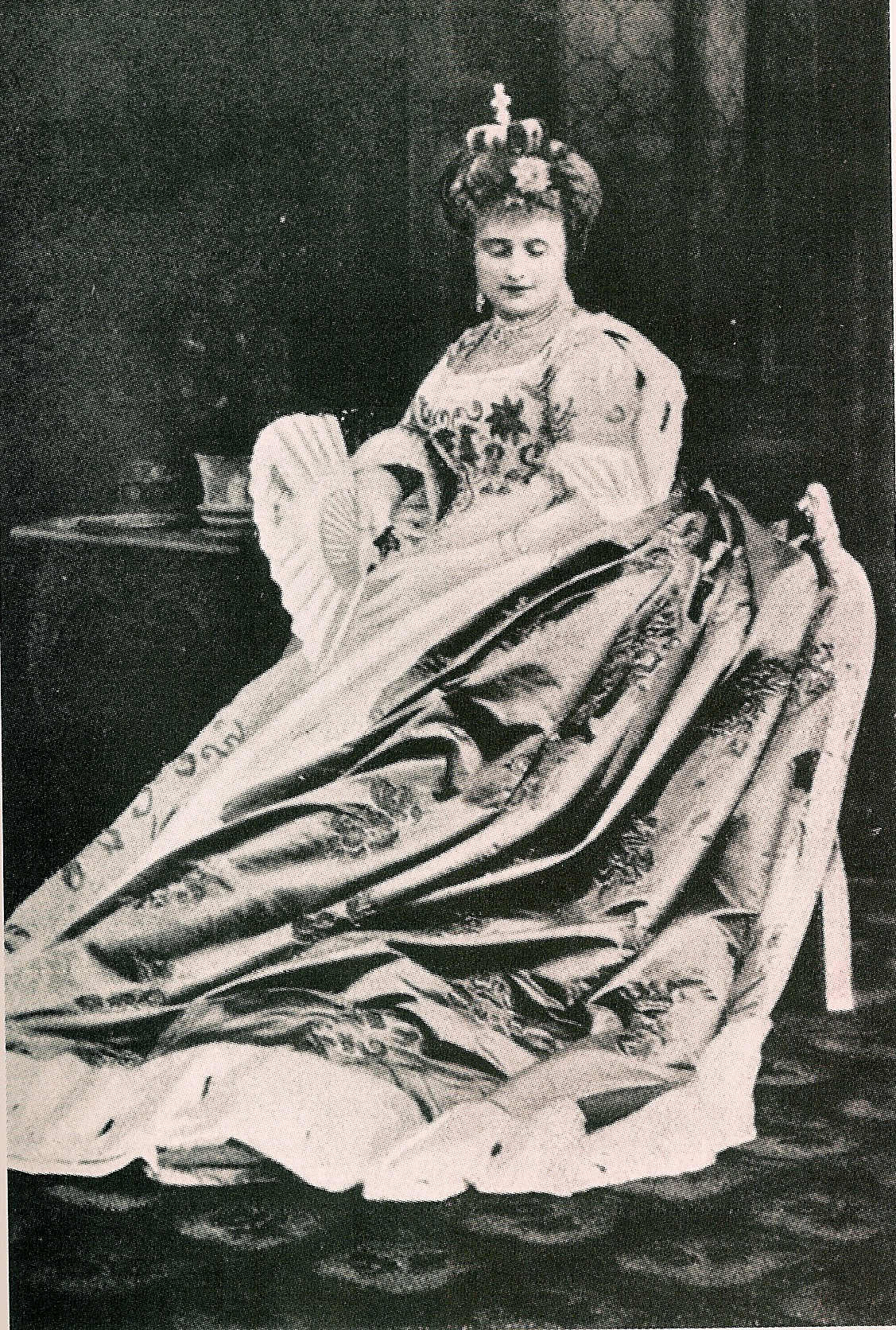
La actriz Hortense Schneider en la opéra bouffe La Grande-Duchesse.

La Opéra bouffe (en plural, opéras bouffes) es un género de ópera que nació en el siglo XIX en Francia, estrechamente relacionado con Jacques Offenbach, quien produjo una gran cantidad de obras en el Théâtre des Bouffes-Parisiens, de donde salió el nombre del género.
Las principales características de la opéra bouffe son la comedia, la sátira, la parodia y la farsa. Algunas de las obras más representativas de este género son "La belle Hélène", "Barbe-Bleue", "La vie parisienne", "La Périchole" y "La Grande-Duchesse de Gérolstein".